# Morsbach (Moselle)
Morsbach település Franciaországban, Moselle megyében. Lakosainak száma 2657 fő (2022. január 1.). Morsbach Cocheren, Folkling, Forbach, Œting és Rosbruck községekkel határos.

## Népesség
A település népességének változása:
| Lakosok száma | 2497 | 2452 | 2464 | 2589 | 2703 | 2688 | 2686 | 2684 | 2675 | 2657 |
|               | 1968 | 1982 | 1990 | 2006 | 2013 | 2015 | 2017 | 2019 | 2020 | 2022 |